# Varissaari (ö i Norra Savolax, Norra Savolax, lat 63,37, long 27,27)
Varissaari är en ö i Finland. Den ligger i sjön Onkivesi och i kommunen Lapinlax i den ekonomiska regionen  Övre Savolax ekonomiska region  och landskapet Norra Savolax, i den centrala delen av landet, 400 km norr om huvudstaden Helsingfors. Öns största längd är 80 meter i sydöst-nordvästlig riktning.